# Moŭng Rœssei
Moŭng Rœssei – dystrykt (srŏk) w zachodniej Kambodży, w prowincji Bătdâmbâng. Stanowi jeden z 13 dystryktów tworzących prowincję.

## Podział administracyjny
W skład dystryktu wchodzi 11 gmin (khum):
- Moung
- Kear
- Prey Svay
- Ruessei Krang
- Chrey
- Ta Loas
- Kakaoh
- Prey Touch
- Robas Mongkol
- Prek Chik
- Prey Tralach

## Kody
- kod HASC[1] (Hierarchical administrative subdivision codes) – KH.BA.MR
- kod NIS[1] (National Institute of Statistics- district code) – 0206